# Chioides marmorosa
Espèce
Chioides marmorosa est une espèce de lépidoptères de la famille des Hesperiidae.

## Répartition
Cette espèce est endémique de Cuba.

## Philatélie
Ce papillon figure sur une émission de Cuba de 1991 (valeur faciale : 2 c.).